# Epipsilia hyrcana
Epipsilia hyrcana är en fjärilsart som beskrevs av Otto Staudinger 1899. Epipsilia hyrcana ingår i släktet Epipsilia och familjen nattflyn. Inga underarter finns listade i Catalogue of Life.